# Europese kampioenschappen indooratletiek 2025 – Hoogspringen vrouwen
Het Hoogspringen voor vrouwen op de Europese indoorkampioenschappen van 2025 vond de kwalificatie plaats op 7 maart en op 9 maart 2025 de finale en het werd gehouden op de shorttrackbaan van Omnisport in Apeldoorn in Nederland. Het was de zesendertigste keer dat dit onderdeel op het programma stond.
Het hoogspringen voor vrouwen werd gewonnen door de Oekraïnse Jaroslava Mahoetsjich door als enige over de 1,99 meter heen te springen en het EK indoor voor de derde keer op rij wist te winnen. Het zilver ging naar de Servische Angelina Topić met 1,95 meter. Het brons ging naar de Zweedse Engla Nilsson dat 1,92 sprong wat een persoonlijk record betekende.

## Records
Voorafgaand aan het toernooi waren dit het Wereldrecord, Europees record, Kampioenschapsrecord en de Wereld-, Europese leiding.
| Wereldrecord         | Kajsa Bergqvist       | 2,08 | Arnstadt        | 4 februari 2006  |
| Europees record      | Kajsa Bergqvist       | 2,08 | Arnstadt        | 4 februari 2006  |
| Kampioenschapsrecord | Tia Hellebaut         | 2,05 | Birmingham      | 3 maart 2007     |
| WL                   | Jaroslava Mahoetsjich | 2,01 | Banská Bystrica | 18 februari 2025 |
| EL                   | Jaroslava Mahoetsjich | 2,01 | Banská Bystrica | 18 februari 2025 |

## Resultaten[1]

### Kwalificatieronde
Kwalificatieregels: behalen van de kwalificatiestandaard van 1,92 meter (Q), of deel uitmaken van de 8 best presterende atleten.
| Rang | Atleet                | Land                | 1,75 | 1,80 | 1,85 | 1,89 | 1,92 | Hoogte | Bijz.  |
| ---- | --------------------- | ------------------- | ---- | ---- | ---- | ---- | ---- | ------ | ------ |
| 1    | Morgan Lake           | Verenigd Koninkrijk | −    | o    | o    | o    |      | 1,89   | q      |
| 1    | Jaroslava Mahoetsjich | Oekraïne            | −    | −    | −    | o    |      | 1,89   | q      |
| 1    | Engla Nilsson         | Zweden              | o    | o    | o    | o    |      | 1,89   | q, PB  |
| 1    | Imke Onnen            | Duitsland           | −    | o    | o    | o    |      | 1,89   | q      |
| 1    | Angelina Topić        | Servië              | −    | o    | o    | o    |      | 1,89   | q      |
| 6    | Marija Vuković        | Montenegro          | o    | o    | xo   | xo   |      | 1,89   | q      |
| 7    | Elisabeth Pihela      | Estland             | o    | o    | xxo  | xo   |      | 1,89   | q, =SB |
| 8    | Lilianna Bátori       | Hongarije           | o    | o    | o    | xxo  |      | 1,89   | q      |
| 8    | Christina Honsel      | Duitsland           | −    | o    | o    | xxo  |      | 1,89   | q      |
| 10   | Michaela Hrubá        | Tsjechië            | o    | xo   | o    | xxx  |      | 1,85   |        |
| 11   | Tatiana Gusin         | Griekenland         | o    | o    | xo   | xxx  |      | 1,85   | =SB    |
| 11   | Britt Weerman         | Nederland           | o    | o    | xo   | xxx  |      | 1,85   |        |
| 11   | Buse Savaşkan         | Turkije             | o    | o    | xo   | xxx  |      | 1,85   | =SB    |
| 11   | Kateryna Tabashnyk    | Oekraïne            | o    | o    | xo   | xxx  |      | 1,85   |        |
| 15   | Idea Pieroni          | Italië              | xo   | x    | xo   | xxx  |      | 1,85   |        |
| 16   | Yuliya Chumachenko    | Oekraïne            | o    | o    | xxx  |      |      | 1,80   |        |
| 16   | Heta Tuuri            | Finland             | o    | o    | xxx  |      |      | 1,80   |        |
| 18   | Ella Junnila          | Oekraïne            | −    | xo   | xx-  | x    |      | 1,80   |        |
| 19   | Patrīcija Jansone     | Letland             | o    | xxo  | xxx  |      |      | 1,80   |        |

### Finale
| Rang   | Atleet                | Land                | 1,80 | 1,85 | 1,89 | 1,92 | 1,95 | 1,97 | 1,99 | Hoogte | Bijz. |
| ------ | --------------------- | ------------------- | ---- | ---- | ---- | ---- | ---- | ---- | ---- | ------ | ----- |
| Goud   | Jaroslava Mahoetsjich | Oekraïne            | –    | –    | –    | o    | o    | o    | xo   | 1,99   |       |
| Zilver | Angelina Topić        | Servië              | o    | o    | o    | xo   | xo   | –    | xxx  | 1,95   |       |
| Brons  | Engla Nilsson         | Zweden              | o    | o    | o    | o    | xxx  |      |      | 1,92   | PB    |
| 4      | Elisabeth Pihela      | Estland             | o    | o    | o    | xo   | xxx  |      |      | 1,92   |       |
| 5      | Morgan Lake           | Verenigd Koninkrijk | o    | xo   | o    | xxo  | x–   | xx   |      | 1,92   |       |
| 6      | Elisabeth Pihela      | Estland             | o    | o    | xo   | xxx  |      |      |      | 1,89   | =SB   |
| 6      | Imke Onnen            | Duitsland           | o    | o    | xo   | xxx  |      |      |      | 1,89   |       |
| 8      | Marija Vuković        | Montenegro          | o    | xxo  | xxx  |      |      |      |      | 1,85   |       |
| 9      | Lilianna Bátori       | Hongarije           | o    | xxx  |      |      |      |      |      | 1,80   |       |

o geldige poging | x ongeldige poging | - poging overgeslagen | NM Geen geldig resultaat | WR Wereldrecord | CR Kampioenschapsrecord | AR Continentaal record | NR Nationaalrecord | WL Wereldleiding | EL Europese leiding | SB Beste seizoenprestatie | =SB Evenaring beste seizoenprestatie | PB Persoonlijk record | =PB Evenaring persoonlijk record